# Ivan Stěpanovič Isakov
Ivan Stěpanovič Isakov (rusky Иван Степанович Исаков) (22. srpna 1894, Adžikend (Ázerbájdžán) - 11. října 1967, Moskva) byl admirál loďstva Sovětského svazu.

## Vyznamenání
Byl držitelem mnoha vyznamenání, obdržel titul Hrdina Sovětského svazu, 6x Řád Lenina, 2x Řád Ušakova 1. stupně, 4x Řád rudého praporu, Řád Vlastenecké války 1. stupně, Řád rudé hvězdy a mnohá další.